# Tomomyza pantostomoides
Tomomyza pantostomoides är en tvåvingeart som beskrevs av Hesse 1956. Tomomyza pantostomoides ingår i släktet Tomomyza och familjen svävflugor. Inga underarter finns listade i Catalogue of Life.